# كعكة التوابل
كعكة التوابل هي نوع من الكعك المطعم تقليديا بخليط توابل.  يمكن تحضير الكعكة في العديد من الأصناف. من التوابل الشائعة في الكعك القرفة والقرنفل والبهارات والزنجبيل وجوزة الطيب.